# Autostrada A51 (Franța)
În Franța, autostrada A51 ar trebui să lege, în final, Grenoble de Marsilia, trecând prin Gap, Sisteron și Aix-en-Provence. Construcția sa a început de la cele două capete:
- de la Marsilia până La Saulce, la sud de Gap;
- de la Grenoble până la Col du Fau.

Secțiunea de nord este supranumită Autostrada Trièves, iar secțiunea de sud Autostrada Val de Durance.
Cu toate acestea, tronsonul lipsă este extrem de controversat și nu este în prezent inclus pe ordinea de zi. Această autostradă este acoperită de Autoroute Info pe porțiunea concesionată către AREA și de Radio Vinci Autoroutes de la Saulce până la Aix-en-Provence.

## Istoric

### Partea de sud
- 1953: deschiderea unei ramificații a Autostrăzii Nord din Marsilia (astăzi autostrada A7), între Septèmes-les-Vallons și Bouc-Bel-Air, conectată la drumul național 8 (actualul D 8N), cu o lungime de cinci kilometri, și semi-intersecție cu drumul național 543 (actualul D 543) la Plan de Campagne (comuna Cabriès).
- 1966: această ramificație primește denumirea de A51.
- 1970: deschiderea tronsonului Bouc-Bel-Air - Aix-en-Provence, adăugând încă 12 kilometri.
- 22 martie 1985: deschiderea tronsonului dintre Aix (Venelles) și Pont-de-Mirabeau (33 km)[2][3].
- 12 decembrie 1986: deschiderea tronsonului Pont-de-Mirabeau - Manosque (37 km)[2][3][4].
- 21 decembrie 1989: deschiderea tronsonului Manosque - Aubignosc (39 km)[2][3].
- 28 iunie 1990: deschiderea tronsonului Aubignosc - Sisteron-Nord (6 km)[2][3].
- 25 iunie 1999: deschiderea tronsonului Sisteron-Nord - La Saulce (30 km)[2][3].
- 29 ianuarie 2018: Nodul rutier A8/A51 (ramificația Gap către Coudoux)[3].
- 17 iulie 2024: Intersecția de la Cadarache (ieșirea 17), (extinderea stației de taxare și reconfigurarea ramificației de conectare la rețeaua secundară)[3].

### Partea de nord
- 1999: deschiderea tronsonului care leagă Claix, în suburbia Grenoble, de Saint-Martin-de-la-Cluze, pe o distanță de 17 km.
- 2007: deschiderea tronsonului dintre Saint-Martin-de-la-Cluze și Col du Fau, pe o distanță de 10,5 km.

## Traseu

### Claix - Monestier-de-Clermont
| De la A480 (ieșirea 10) până la ieșirea 12; secțiune gratuită concesionată către AREA.                                    |                                                                                               |        |
| A480 E712 |                                                                                               |        |
| A51 E712 |                                                                                               |        |
| 10 - Varces | Orașe deservite: Varces-Allières-et-Risset, Claix (nod rutier parțial).                       |        |
| 11 - Saint-Paul-de-Varces                                                                                                 | Oraș deservit: Saint-Paul-de-Varces (nod rutier parțial).                                     |        |
| | Tunelul Uriol (500 m).                                                                        |        |
| 12 - Vif | Orașe deservite: Sisteron, Varces-Allières-et-Risset, Claix, Vif.                             | RD1075 |
| De la ieșirea 12 până la Col du Fau (sfârșitul autostrăzii); secțiune cu taxă în sistem deschis, concesionată către AREA. |                                                                                               |        |
| | Tunelul Petit Brion (500 m).                                                                  |        |
| | Punctul de taxare Crozet.                                                                     |        |
| | Viaductul Crozet (400 m).                                                                     |        |
| 13 - Sinard | Orașe deservite: Sinard, Lacul de acumulare Monteynard-Avignonet (nod rutier parțial).        |        |
| | Zone de odihnă: Les Jaillets (sens Grenoble-Marsilia); Les Marceaux (sens Marsilia-Grenoble). |        |
| | Pantă de 6% pe o distanță de 11 km în direcția Col du Fau > Ieșirea 12.                       |        |
| | Sfârșitul secțiunii 2x2 benzi, trecere la 2x1 bandă.                                          |        |
| | Tunelul Sinard (960 m).                                                                       |        |
| | Viaductul Monestier-de-Clermont (860 m).                                                      |        |
| | 1,8 km (două benzi pe sensul nord > sud, cu limită de viteză de 110 km/h pe același sens).    |        |
| A51 E712 |                                                                                               |        |
| RD1075 E712 | Orașe deservite: Monestier-de-Clermont, Sisteron, Aix-en-Provence, Marsilia, Nisa.            |        |

### La Saulce - Septèmes-les-Vallons
| De la Saulce (începutul autostrăzii) până la ieșirea 14; secțiune cu taxă în sistem închis, concesionată către Escota.                  | |                    |
| \| \| RN85 RD1085 \| | Orașe deservite: Gap, Briançon, Grenoble, Cuneo Oraș deservit: La Saulce.                                                                                   |                    |
| A51 | |                    |
| | Punctul de taxare La Saulce. |                    |
| | Trecerea din departamentul Hautes-Alpes în departamentul Alpes-de-Haute-Provence.                                                                           |                    |
| 23 - Sisteron-Nord | Orașe deservite: Grenoble, Sisteron, La Motte-du-Caire, Laragne-Montéglin.                                                                                  | RD4075 E712 RD4085 |
| A51 E712 | |                    |
| | Limitare la 110 km/h (sens Marsilia-Grenoble). |                    |
| | Tunelul Baume (550 m). |                    |
| 22 - Sisteron-Sud | Orașe deservite: Sisteron, Valea râului Jabron. |                    |
| | Zonă de servicii: Aubignosc (în ambele sensuri). |                    |
| 21 - Aubignosc | Orașe deservite: Nisa, Digne-les-Bains, Château-Arnoux-Saint-Auban, Aubignosc.                                                                              | RN85               |
| | Zonă de odihnă: Le Belvédère de Peyruis - Les Mées (sens Grenoble-Marsilia).                                                                                |                    |
| 20 - Peyruis | Orașe deservite: Digne-les-Bains, Château-Arnoux-Saint-Auban, Les Mées, Peyruis.                                                                            |                    |
| | Zonă de odihnă: Ganagobie (în ambele sensuri). |                    |
| 19 - La Brillanne | Orașe deservite: Forcalquier, Oraison. | RD4096             |
| | Zone de servicii: Volx (sens Grenoble-Marseille); Manosque (sens Marseille-Grenoble).                                                                       |                    |
| 18 - Manosque | Orașe deservite: Valensole, Gréoux-les-Bains, Manosque. |                    |
| | Trecerea din departamentul Alpes-de-Haute-Provence în departamentul Vaucluse.                                                                               |                    |
| | Trecerea din departamentul Vaucluse în departamentul Bouches-du-Rhône.                                                                                      |                    |
| 17 - C.E.A. Cadarache | Orașe deservite: Vinon-sur-Verdon, Gréoux-les-Bains, Centrul de Studii Atomice Cadarache.                                                                   |                    |
| | Zonă de odihnă: Jouques (sens Grenoble-Marsilia). |                    |
| | Tunelul Mirabeau (400 m). |                    |
| | Zonă de odihnă: Le Pont Mirabeau (sens Marsilia-Grenoble).                                                                                                  |                    |
| | Punctul de taxare Meyrargues. |                    |
| 15 - Pertuis | Orașe deservite: Le Puy-Sainte-Réparade, Pertuis. | RD556 RD15         |
| | Zonă de servicii: Meyrargues - Fontbelle (sens Grenoble-Marsilia) .                                                                                         |                    |
| | Zonă de odihnă: Meyrargues (sens Marsilia-Grenoble). |                    |
| 14 - Pertuis | Orașe deservite: Gap, Digne-les-Bains, Sisteron, Manosque, Meyrargues, Pertuis (nod rutier parțial).                                                        | RD96               |
| De la ieșirea 14 până la ieșirea 12; secțiune gratuită concesionată către Escota.                                                       | |                    |
| 13 - Venelles | Oraș deservit: Venelles. | RD96               |
| 12 - Aix-Les Platanes | Oraș deservit: Aix-en-Provence-Les Platanes (nod rutier parțial).                                                                                           | RD96               |
| 12 - Aix-Les Platanes | Orașe deservite: Le Puy-Sainte-Réparade, Aix-en-Provence-Les Platanes (nod rutier parțial).                                                                 | RD96               |
| A51 E712 | |                    |
| De la ieșirea 12 până la ieșirea 7; secțiune gratuită, neconcesionată, administrată de DIR Méditerranée și având statut de drum expres. | |                    |
| RN296 E712 | |                    |
| 11.1 - Chemin Saint-Donat | Chemin Saint-Donat. |                    |
| 11 - Puyricard | Orașe deservite: Le Puy-Sainte-Réparade, Aix-en-Provence-Puyricard, Oppidumul Entremont, Aix-en-Provence.                                                   |                    |
| 10 | Nod rutier între RD7n și RN296: Nîmes, Avignon, Salon-de-Provence, Saint-Cannat, Aix-en-Provence-Célony (nod rutier parțial).                               | RD7n               |
| 9 - La Chevalière | Orașe deservite: A51 (Gap), Aix-en-Provence-La Chevalière.                                                                                                  | A51                |
| 8 - Aix-centre | Orașe deservite: Aix-en-Provence-centru, Aix-en-Provence-Porland (nod rutier parțial).                                                                      |                    |
| 7 - Aix-Jas de Bouffan | Orașe deservite: A8 ( Avignon, Salon-de-Provence), Berre-l'Étang, Aix-en-Provence-Encagnane, Aix-en-Provence-Jas-de-Bouffan (nod rutier parțial).           |                    |
| RN296 E712 | |                    |
| De la ieșirea 7 până la A7; secțiune gratuită, neconcesionată, administrată de DIR Méditerranée.                                        | |                    |
| A51 E712 | |                    |
| Intersecție | Nod rutier între A8 și A51: Nisa, Fréjus, Saint-Raphaël, Toulon, Aubagne, Aix-en-Provence-Pont de l'Arc, Aix-en-Provence-Fenouillères (nod rutier parțial). | A8 E80             |
| 6 - Aix-centre | Oraș deservit: Aix-en-Provence-centru. | RN2516             |
| | Limitare la 110 km/h (sens Grenoble-Marsilia). |                    |
| 5 - Les Milles | Zone deservite: Aix-en-Provence-Pôle d'Activités, Aix-en-Provence-Les Milles.                                                                               | RD9                |
| 4 - Gardanne | Zone deservite: Gardanne, Aix-en-Provence-Luynes (nod rutier parțial).                                                                                      |                    |
| 3 - Luynes | Zone deservite: Aix-en-Provence-Pôle d'Activités, Bouc-Bel-Air, Aix-en-Provence-Luynes.                                                                     | RD8n               |
| | Zonă de odihnă: La Campouse (sens Grenoble-Marsilia). |                    |
| | Zonă de odihnă: Les Chabauds (sens Marsilia-Grenoble). |                    |
| 2 - Bouc-Bel-Air | Zone deservite: Gardanne, Simiane-Collongue, Bouc-Bel-Air (nod rutier parțial).                                                                             | A515 RD6           |
| 1 - Plan-de-Campagne | Zone deservite: Cabriès, Les Pennes-Mirabeau, Zona comercială Plan de Campagne, Septèmes-les-Vallons.                                                       | RD6 RD543          |
| Intersecție | Nod rutier între A7, A517 și A51: Fos-sur-Mer, Martigues, Aeroportul Marseille Provence, Marsilia-L'Estaque.                                                | A7 A517 E714       |
| A51 E712 | |                    |
| A7 E712 | |                    |
| | RN85 RD1085 |                    |